# Onychotillomanie
Als Onychotillomanie bezeichnet man die artifizielle, vom Patienten selbst herbeigeführte Zerstörung der Nägel (meist an den Fingern) und Nagelplatten. Sie tritt als Symptom bei Impulskontrollstörungen und Zwangsspektrumstörungen auf, selten auch im Rahmen einer paranoiden Psychose oder einer artifiziellen Störung.

## Therapie
Die Therapie orientiert sich an der zugrundeliegenden Diagnose. In der Regel wird eine Psychotherapie mit verhaltenstherapeutischen Methoden empfohlen. Bei Psychosen wird eine neuroleptische Behandlung empfohlen, lokale Maßnahmen werden als unwirksam eingestuft.